# Epichorista siriana
Epichorista siriana es una especie de polilla del género Epichorista, categorizada en la tribu Archipini, de la subfamilia Tortricinae.

## Distribución
Se distribuye por Oceanía: en Nueva Zelanda, en el área metropolitana de Hamilton.

## Taxonomía
Fue descrita por Edward Meyrick en 1881.
Tratamiento taxonómico
La especie aparece registrada y publicada en Proceedings of the Linnean Society of New South Wales 6: 521.